# Columbia megye (Georgia)
Columbia megye az Amerikai Egyesült Államokban, azon belül Georgia államban található. Megyeszékhelye Appling. Lakosainak száma 156 010 fő (2020. április 1.). Columbia megye Lincoln, McCormick, Edgefield, Richmond és McDuffie megyékkel határos.

## Népesség
A megye népességének változása:
| Lakosok száma | 124 942 | 128 096 | 131 563 | 135 416 | 144 052 | 156 010 |
|               | 2010    | 2011    | 2012    | 2013    | 2015    | 2020    |